# Tajchy
Tajchy (en singular: tajch) es una red de embalses artificiales situados en la Montañas de Štiavnica, en la zona central de Eslovaquia. La mayor parte fueron construidas para proporcionar energía para las minas de plata de Banská Štiavnica en el siglo XVIII. En sus inicios se compuso de un sistema sofisticado de 60 embalses, conectados el uno al otro por más de 100 kilómetros de canales y de túneles subterráneos, de los que 24 todavía persisten en la actualidad. Debido a su valor histórico, los Tajchy fueron incluidos por la Unesco en la lista de lugares Patrimonio de la Humanidad el 11 de diciembre de 1993 junto con la ciudad de Banská Štiavnica y los monumentos técnicos de alrededores.

## Diseño
La región de Banská Štiavnica carece de fuentes significativas de agua superficial, ríos y arroyos. Los embalses, debido a estas circunstancias, fueron diseñados para captar el agua de lluvia. Los canales con una longitud total de 72 kilómetros recogían el agua de lluvia y del deshielo vertiéndola en los sesenta embalses que componían el sistema. El sistema entero podía acumular 7 millones de m³ de agua. El agua entonces atravesaba los 57 km de canales hasta las norias, las cuales accionaban siete bombas hidráulicas equipadas con un sistema de la péndulo-acción. Las bombas drenaban el exceso de agua subterránea de las minas. La energía de los molinos se usó posteriormente para proporcionar minera, la metalurgia y las fábricas.

## Historia

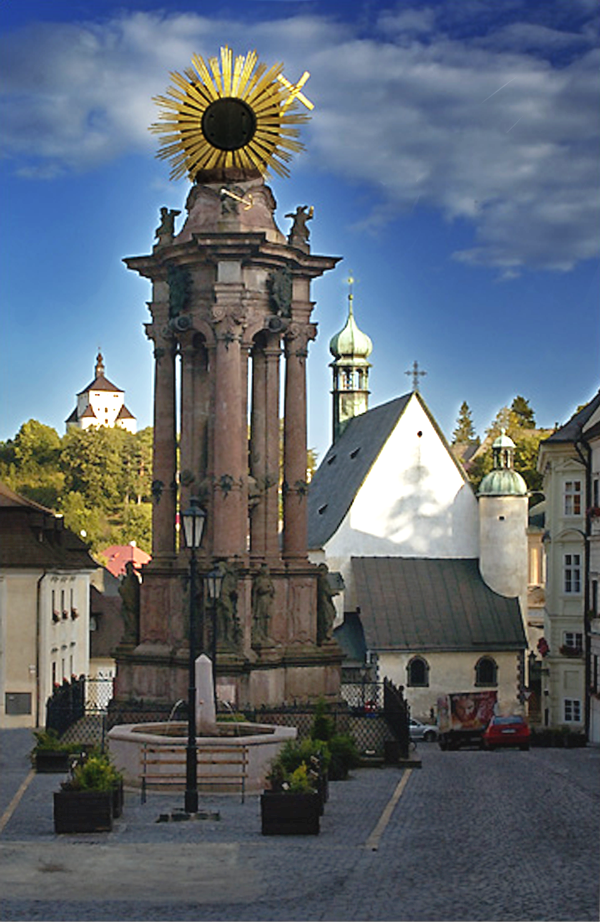
Columna de la Trinidad en Banská Štiavnica.

Banská Štiavnica era un importante centro medieval de explotación minera, produciendo sobre todo plata. Los primeros embalses de agua fueron fundados por los mineros locales en el siglo XV. Sin embargo, el desarrollo más significativo de Tajchy fue precipitado por la crisis de la minería en el siglo XVII. La profundidad de las minas se situó debajo de los niveles de los túneles de drenaje. Este hecho trajo como consecuencia que las minas fueran inundadas por las aguas subterráneas. Los mecanismos de drenaje accionados por energía humana o animal se volvieron más costosos. El incremento de los costes se tornó en prohibitivo por lo que la Cámara Real de Viena decidió cerrar las minas en Banská Štiavnica y sus alrededores. Jozef Karol Hell inventor y experto minero desafió la decisión, preparando una valerosa oferta para el rescate de la industria minera de su ciudad natal. El plan innovador basado en el uso de los embalses fue aprobado por el emperador Carlos IV.
En el siglo XVIII, Tajchy fue gradualmente ampliada en un complicado sistema de lagos y canales, diseñado por tres famosos ingenieros: Jozef Karol Hell, su padre Maximilian Hell, y especialmente el profesor de Jozef Samuel Mikovíny. El proyecto exigía un gran esfuerzo técnico y económico. Por ejemplo, la construcción de los lagos Richňava requirió el trabajo de 4.000 personas trabajando diariamente durante tres años (1738-1740). Pero después de su finalización se comprobó que con la energía que suministraba se podía drenar de agua las minas e incluso proveer de energía otras industrias.
La prosperidad renovada dio lugar al gran desarrollo económico y cultural de Banská Štiavnica. En 1782, Banská Štiavnica, era la tercera ciudad más grande del Reino de Hungría (con 23.192 habitante que incluyendo los extrarradios llegaban a los 40.000 habitantes), tras Bratislava y de Debrecen. En 1762, la reina María Teresa ordenó el establecimiento de una academia minera en Banská Štiavnica, creando la primera universidad técnica en el mundo. La ciudad fue elegida «porque tenía industria minera, higrológica, metalúrgica y equipos de prueba así como abundante fuego, agua y aire, y dispositivos de drenaje». Tajchy fue elogiado por los visitantes reales, incluyendo Francisco I, José II, y Leopoldo II.

## Embalses
Hasta mediados del siglo XIX, las tres presas más altas de Europa construidas para la minería estaban en Tajchy en Eslovaquia: Rozgrund (30.2 m), Počúvadlo (29.6 m), y Veľká Richňava (23.4 m). En el mismo período, siete de los trece embalses de agua europeos para la explotación minera con mayor volumen estaban en Tajchy. Después de varios siglos, los embalses se han convertido en parte integrante de su espacio natural. Varias de las presas se han reconstruido recientemente. Algunos de los embalses son frecuentados por turistas mientras que los embalses más pequeños han formado lagos artificiales que se ocultan en los bosques de las montañas de Štiavnica.
El lago más grande es Počúvadeľské jazero (o Počúvadlo) con un área de 12.13 hectáreas y una profundidad de 11 metros. Su volumen es de 745.000 m³. La presa tiene una longitud de 195 m y un grosor de 19 m. La infraestructura turística hace Počúvadlo el más popular de todo tajchy.
Veľká Richňavská nádrž (o Veľká Richňava) tiene una presa 569 m de largo, 23.4 m de alto, y 23 m de grueso. Es el de profundidad mayor con una profundidad máxima de (21 m) y un volumen (960.000 m³). Suministra agua a Štiavnické Bane además de ser un lugar recrativo.
Rozgrund fue la presa más alta de Checoslovaquia hasta la segunda mitad del siglo XX. El embalse suministra la ciudad de Banská Štiavnica agua potable.

## Lista de todos los embalses preservados
| - Jazero Bakomi en Štiavnické Bane - Belianske jazero en Banská Belá - Jazero Červená studňa en Banská Štiavnica - Evičkino jazero en Štiavnické Bane - Goldfuzské jazero en Banská Belá - Halčianske jazero en Banská Belá - Jazero Klenger en Banská Štiavnica - Kolpašske malé jazero en Banský Studenec - Kolpašské veľké jazero en Banský Studenec - Krechsengrundské jazero en Štiavnické Bane - Kysihyblianské jazerá en Banský Studenec - Lintišské jazero en Banská Štiavnica | - Michelstolnianské jazero en Banská Štiavnica - Moderstolnianske jazero en Kopanice - Ottergrundské jazero en Banská Štiavnica - Počúvadlianske jazero en Počúvadlo - Rozgrundské jazero en Banská Štiavnica - Richňavské veľké jazero en Štiavnické Bane - Richňavské malé jazero en Štiavnické Bane - Šampošské jazero en Vysoká - Vindšachtské horné jazero en Štiavnické Bane - Vindšachtské dolné jazero en Štiavnické Bane - Vodárenské veľké jazero en Banská Štiavnica - Vodárenské malé jazero en Banská Štiavnica |